# Jason Robert Brown
Jason Robert Brown (* 20. Juni 1970 in Ossining, New York) ist ein US-amerikanischer Musical-Komponist und -Autor. Er wird oft als Vertreter einer „neuen Schule“ von Theater- und Musicalautoren bezeichnet. Brown tritt oft als Dirigent oder Pianist bei seinen eigenen Stücken auf.

## Leben und Werk
Jason Robert Brown wuchs in der Nähe von New York City auf und besuchte die Eastman School of Music in Rochester. Seine Karriere begann in New York City als Arrangeur, Dirigent und Pianist für kleinere Shows, außerdem spielte er in diversen Nachtclubs und Piano-Bars. Brown machte 1995 erstmals auf sich aufmerksam, als sein Liederzyklus Songs For A New World für wenige Wochen am Off-Broadway lief. Der Song "Stars and the Moon" aus diesem Stück wurde in den USA zu einem Standard des musikalischen Kabarett und ist vermutlich Browns derzeit bekannteste Komposition. Songs for a New World erlebte 2006 in Hamburg seine deutsche Erstaufführung.
Drei Jahre später hatte sein erstes Broadway-Musical Parade Premiere. 1999 gewann Brown mit Parade den Tony Award für die beste Originalkomposition.
Im Zwei-Personen-Stück The Last Five Years (Premiere 2001 in Chicago, Off-Broadway-Premiere 2002) verarbeitet Brown seine erste gescheiterte Ehe. Die Geschichte wird dabei aus zwei Perspektiven geschildert: Während der Mann chronologisch erzählt, beginnt die Frau am Ende der Beziehung und endet mit dem ersten Rendezvous des Paares. Beide Darsteller interagieren nur in einer Szene: Wenn der Mann um die Hand der Frau anhält. The Last Five Years war kein kommerzieller Erfolg, die New Yorker Produktion wurde nach zwei Monaten wieder abgesetzt. Bereits 2003 fand eine Aufführung des Stücks in englischer Sprache in Stuttgart statt, 2005 kam es zur deutschsprachigen Erstaufführung in Wuppertal.
Brown schrieb einige Songs für den Broadway-Flop Urban Cowboy, für dessen Komposition er wiederum für den Tony Award nominiert war. Im Juni 2005 erschien Browns erstes Soloalbum Wearing Someone Else's Clothes, im Dezember 2005 wurde seine Choralkomposition Chanukah Suite in Los Angeles uraufgeführt. Im Januar 2007 fand die Premiere seines neuen Stücks 13 in Los Angeles statt. Das Musical wurde 2022 als 13: Das Musical von Netflix verfilmt.

## Musikstil
Browns Kompositionsstil ist vielschichtig, er nimmt regelmäßig Anleihen bei Swing, Gospel, Folk-Rock, Rhythm and Blues und Funk. Seine Klavierpartituren sind rhythmisch äußerst anspruchsvoll und verlangen vom Interpreten großes technisches Können. Ebenso schwierig ist die gesangliche Interpretation seiner Songs – komplexe und unkonventionelle Harmonien charakterisieren seine Stücke und verlangen (vor allem von männlichen Sängern) einen großen Stimmumfang.

## Werke (Auswahl)
- Songs For A New World – Revue, Uraufführung am Off-Broadway (11. Oktober bis 5. November 1995)
- Parade – Uraufführung am Broadway (17. Dezember 1998 bis 28. Februar 1999)
- The Last Five Years – Uraufführung im Northlight Theatre, Chicago (23. Mai bis 1. Juli 2001)
- Urban Cowboy – Uraufführung am Broadway (27. März bis 18. Mai 2003)
- Wearing Someone Else’s Clothes (2005) – Solo-Debütalbum
- Chanukah Suite (2005) – achtminütiges, dreiteiliges Chorstück mit Einflüssen aus der traditionellen jüdischen Musik, Rock’n’Roll und dem Stil Leonard Bernsteins
- 13 – Uraufführung am 7. Januar 2007 in Los Angeles.
- Honeymoon in Vegas – Uraufführung 2013 im Paper Mill Playhouse.
- The Bridges of Madison County (Die Brücken am Fluss) – Bühnenadaptation des Romans von Robert James Waller, Buch: Marsha Norman. Das Musical hatte ein Tryout am Williamstown Theatre Festival im August 2013. Am Broadway wurde es am 17. Januar 2014 im Gerald Schoenfeld Theater (in Vorpremieren) und offiziell am 20. Februar 2014 eröffnet, Regie: Jerry Gersten. Die Produktion wurde am 18. Mai 2014 nach 137 Vorstellungen wegen zu geringer Ticketverkäufe geschlossen. Er gewann zwei Tony-Awards 2014, einen für die beste Originalpartitur und einen für die beste Orchestrierung[1]. Deutschsprachige Erstaufführung am 18. März 2017 am Theater Trier, Deutsche Übersetzung: Wolfgang Adenberg.
- How We React and How We Recover (2018) – Zweites Soloalbum
- Mr. Saturday Night (2021) – Uraufführung am Barrington Stage Company Theater, Aufführung am Broadway vom 27. April 2022 bis zum 3. September 2022
- The Connector (2024) – Uraufführung am 12. Januar 2024 im Off-Broadway-Theater MCC (Manhattan Class Company) in New York City. Buch von Jonathan Marc Sherman.
- Midnight in the Garden of Good and Evil (2024) – Uraufführung am 25. Juni 2024 im Goodman Theatre in Chicago. Buch von Taylor Mac.

## Auszeichnungen
- Drama Desk Award
  - 1999: in der Kategorie Musical für Parade
  - 1999: in der Kategorie Musik für Parade
  - 2002: in der Kategorie Musical für The Last Five Years
  - 2002: in der Kategorie Songtexte für The Last Five Years
  - 2014: in der Kategorie Musik für The Bridges of Madison County
  - 2014: in der Kategorie Orchestrierung/Arrangement für The Bridges of Madison County

- Tony Award
  - 1999: in der Kategorie Beste Originalmusik für Parade
  - 2014: in der Kategorie Beste Originalmusik für The Bridges of Madison County
  - 2014: in der Kategorie Beste Orchestrierung für The Bridges of Madison County